# Symphyogyna apiculispina
Symphyogyna apiculispina là một loài rêu trong họ Pallaviciniaceae. Loài này được Steph. mô tả khoa học đầu tiên năm 1916.
Danh pháp khoa học của loài này chưa được làm sáng tỏ. 